# (2260) Neoptólemo
(2260) Neoptólemo es un asteroide que forma parte de los asteroides troyanos de Júpiter y fue descubierto por el equipo del Observatorio de la Montaña Púrpura el 26 de noviembre de 1975 desde el observatorio homónimo de Nankín, China.

## Designación y nombre
Neoptólemo fue designado inicialmente como 1975 WM1.
Posteriormente, en 1981, se nombró por Neoptólemo, un personaje de la mitología griega.

## Características orbitales
Neoptólemo orbita a una distancia media del Sol de 5,194 ua, pudiendo alejarse hasta 5,421 ua y acercarse hasta 4,967 ua. Su inclinación orbital es 17,78 grados y la excentricidad 0,04371. Emplea 4324 días en completar una órbita alrededor del Sol.

## Características físicas
La magnitud absoluta de Neoptólemo es 9,31. Tiene un diámetro de 71,65 km y un periodo orbital de 8,18 horas. Su albedo se estima en 0,065. Neoptólemo está asignado al tipo espectral DTU: de la clasificación Tholen.